# Друцковщизна
Друцковщизна (бел. Друцкаўшчына) — агрогородок в Несвижском районе Минской области. Входит в состав Сновского сельсовета. Население 424 человека (2009).

## География
Друцковщизна находится в 5 км к западу от посёлка Снов и в 24 км к северо-западу от центра города Несвиж. Село стоит на границе с Брестской областью (проходит по западной окраине села). Местность принадлежит бассейну Немана, через деревню течёт ручей, приток реки Змейка. На ручье в селе сооружена плотина и небольшая запруда. Село соединено местными автодорогами с соседними населёнными пунктами. Ближайшая ж/д станция находится в деревне Погорельцы (3 км к югу, линия Минск — Брест).

## Достопримечательности
- Руины часовни-усыпальницы середины XIX века
- Церковь Казанской иконы Божией Матери (2005 год)

От существовавшей в Друцковщизне дворянской усадьбы XIX века не сохранилось ни одного здания.